# Shun Nogaito
Shun Nogaito (født 11. september 1986) er en japansk fodboldspiller.
Han har spillet for flere forskellige klubber i sin karriere, herunder FC Gifu.